# سینما کریستال

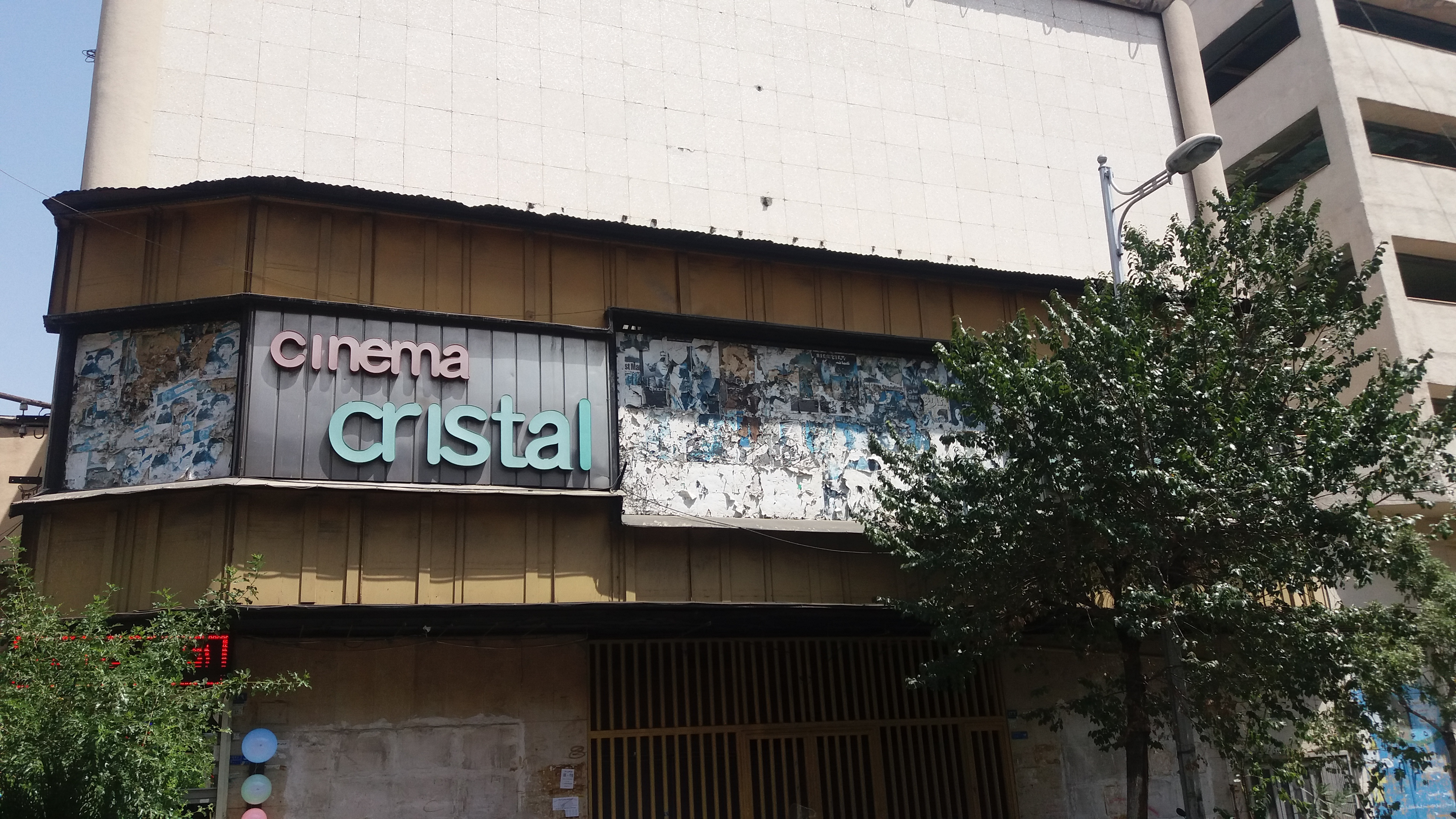
نمایی از سینما کریستال، ۱۳۹۵

سینما کریستال از سینماهای قدیمی تهران بود که در تاریخ ۳ خرداد ۱۳۲۴ تأسیس شد. این سینما با دو سالن به گنجایش کلی ۶۶۰ نفر از جمله سینماهای ممتاز تهران بود و به اکران فیلم‌های هنری شهرت داشت. این سینما که در مقطعی جزو سینماهای زنجیره‌ای مولن‌روژ بود در سال ۱۳۵۱ توسط محمد‌کریم ارباب از برادران اخوان خریداری شد.
این سینما که در تقاطع خیابان لاله‌زار و خیابان منوچهری قرار دارد در حال حاضر تعطیل شده‌است.

## پیشینه
در نخستین روزهای خرداد ۱۳۲۴، سینما کریستال گشایش یافت. کریستال، یک ویژگی قابل توجه داشت؛ این سینما نخستین سینمای دارای پخش صدای دالبی شد که در لاله‌زار قرار می‌گیرد. در منابعی نیز گفته شده‌است که در نزدیکی یک سال پس از گشایش، نخستین فیلم خارجیِ دارای دوبله به فارسی در کریستال اکران گردید.